# لالو سالامانکا
ادواردو «لالو» سالامانکا (به انگلیسی: Eduardo "Lalo" Salamanca)، یک شخصیت خیالی در مجموعه تلویزیونی بهتره با سال تماس بگیری می‌باشد. تونی دالتون ایفاگر نقش اوست پتر گولد و گوردون اسمیث خالق این شخصیت هستند.
لالو سالامانکا یکی از شخصیت‌های مهم مجموعه بهتره با سال تماس بگیری است. او یک خلاف کار مکزیکی و عضو باند مواد فروش مکزیک قرار دارد و رابطه مستقیم با هکتور سالامانکا عمویش دارد.